# Roja (Lettonia)
Roja è un comune della Lettonia appartenente alla regione storica della Curlandia di 6.271 abitanti (dati 2009).

## Località
Il comune è stato istituito nel 2009 ed era formato da Mērsrags e Roja. Nel 2010 Mērsrags si è staccato creando un comune autonomo.